# Centar za devojke Niš
Centar za devojke je udruženje građanki, osnovano 15. aprila 1998. godine u Nišu, na inicijativu dve volonterke SOS telefona za žene i decu žrtve nasilja. Cilj osnivanja Centra za devojke je bio da se kroz edukaciju i emancipaciju mladih žena radi na unapređivanju njihovog položaja u društvu.
Misija Centra za devojke je osnaživanje dece, devojaka i žena kroz podršku, edukaciju, aktivizam i kreativnost.
Centar se prvenstveno bavi važnim temama:
- prevencijom nasilja nad devojčicama i ženama;
- prevencijom i suzbijanjem trgovine ljudima i
- promocijom brige o ženskom zdravlju.

Sve aktivnosti kojima se bave mogu se podeliti u nekoliko kategorija:
- pružanje podrške ženama i deci sa iskustvom nasilja i trgovine ljudima;
- učestvovanje u dijalogu sa institucijama, organizacijama i pojedincima/kama u cilju stvaranja pozitivnih društvenih promena;
- edukativne i preventivne aktivnosti u vidu radionica, treninga, uličnih akcija, kampanja;
- promocija feminističkih vrednosti kroz angažovanu likovnu i dramsku umetnost.

Od osnivanja do danas prerastao je u nevladinu organizaciju koja sprovodi značajne aktivnosti, utiče na podizanje društvene svesti i direktno prave pozitivne društvene promene, kako u Nišu, tako i šire.

## Razvoj organizacije (vremeplov)
U Centru za devojke je urađen značajan broj projekata među kojima su: SOS telefon, sastajalište, radionice, predavanja, psihološka pomoć, feminističko–aktivističko pozorište, festival.

#### Aktivnosti u periodu 1998 – 2002[2]
- Centar za devojke iz Podgorice predložio je saradnju (1998);
- Dobio prvu finansijsku podršku od Fonda za otvoreno društvo (1998);
- U Narodnim novinama izašao prvi tekst o dežurstvu Centra tokom bombardovanja (1999);
- Insruktaža: Feminizam, Seksizam u jeziku – Aleksandra Žikić; Ženska ljudska prava – Tatjana Nikolić; Aktivno slušanje, Nenasilna komunikacija – Aleksandra Žikić; Simulacija SOS poziva – Tatjana Nikolić; Moje iskustvo sa nasiljem – Aleksandra Žikić; Predrasude, Moj identitet – Violeta Stojadinović; Evaluacija – Tatjana Nikolić (2000);
- Održana instuktaža Tatjane Nikolić, Aleksandre Žikić i Violete Stojadinović u udruženju Ćilim u Pirotu koja je podržana od strane Global Fund for Women[3] (2001);
- Dobio finansijsku podršku Holandske fondacije MAMA CASH[4] (2001);

Od 2002. usmerene su i na edukaciju srednjoškolki. Do sada su u srednjim školama u Nišu i okolini održale više od hiljadu radionica na sledeće teme: asertivnost i samopouzdanje; prevencija trgovine devojaka; ekonomsko osnaživanje devojaka; oblici nasilnog ponašanja nad devojkama: buling, mobing i stoking (praćenje); ekonomsko nasilje; prevencija nasilja nad devojkama; žensko zdravlje i seksualnost; prevencija anoreksije i bulimije.

#### Aktivnosti u periodu 2002 – 2008[2]
- Centar za devojke je odabran da u Nišu plasira temu prevencije trgovine ljudima (2002);
- ASTRA[5] je finansijski podržala Centar za devojke kroz usaršavanje teme trgovine ljudima (2002);
- Održane edukativne radionice u niškim srednjim školama (2002);
- Održano 45 radionica i 6 predavanja i učestvovao u realizaciji Labrisovog projekta Edukacija ženskih grupa o gej pravima kroz niz radionica koje su održane u Nišu, Beogradu i Novom Sadu (2003);
- U okviru projekta Žensko zdravlje održali su 6 radionica na temu: Nasilje nad ženama i njihov uticaj na žensko zdravlje, (2004);
- Kroz projekat podržan od strane Global Fund for Women[3] održano 141 radionica čiji je rezultat 2 126 edukovanih učesnica (2005);
- Centar za devojke predao saopštenje sudu i potpisao peticiju povodom slučaja Pahomija, sveštenika koji je seksualno zlostavljao decu (2006);
- Centar za devojke je organizovao akciju Šesnaest dana aktivizma protiv muškog nasilja nad ženama i potpisao incijativu Incest trauma centra[6] (2007);
- Tatjana Nikolić napisala prvi samostalni projekat i za njega dobila podršku od strane Rekonstrukcije Ženski fond[7] (2008);
- Centar za devojke je proslavio deset godina rada i tim povodom izdata je knjiga „Deset” i potpisao peticiju koju je pokrenuo SOS Torture Network protiv smrtne kazne za prestupe koje neko počini kao dete, kao i online peticiju Women’s Lobby 50/50 Campaign[8] za jednako učešće žena u Evropskom parlamentu.

#### Aktivnosti u periodu 2009 – 2015[2]
- Centar za devojke je potpisao Protokol o saradnji na izgradnji lokalnog akcionog plana i Strategije za mlade grada Niša (2009);
- Američki centar iz Niša pozvao je aktivistkinje Centra da drže radionice i na taj način obeleže Mesec žena – održano šest volonterskih radionica (2009);
- U okviru projekta koji je podržala fondacija MAMA CASH[4] održano je 207 radionica na 7 različitih tema, čime su edukovane 2 733 učesnice (2009);
- Centar potpisao peticiju za postavljanje spomen ploče u Parku Jelene Šantić i podršku Neveni Petrušić za dobijanje mesta Poverenice za zaštitu ravnopravnosti[9] i organizovao FemiNiš – festival ženskog aktivizma i umetnosti (2010);
- Održan sastanak sa volonterkom iz Amerike, Džil koja želi da radi Vaginine monologe (2011);
- Vaginini monolozi izvedeni su u pozorištu i organizovan je treći FemiNiš u saradnji sa Ženskim prostorom i održana je predstava Dobro telo[10] Eve Ensler (2012);
- Pridružili su se globalnoj kampanji Jedna milijarda ustaje protiv nasilja nad ženama, zajedno sa udruženjem Romkinja Osvit[11](2013);
- Aktivistkinje Centra za devojke izvele su predstavu Čekaonica po tekstu Jasmine Tešanović, održale uličnu akciju o pravu žena na legalan abortus, organizovale prvi sastanak sa Regionalnom mrežom mladih feministkinja (2014);
- Održana prva Feministička likovna kolonija u Sićevu. Centar je organizovao humanitarnu žurku u cilju prikupljanja pomoći izbeglicama u Prihvatnom centru u Preševu. Održana je prva konferencija o problemu nasilja nad ženama. Održan je trening Jačanje kapaciteta OCD i kompetencija javnih službenika za primenu antidiskiminatornih politika u nišavskom okrugu i otvorena je izložba radova sa likovne kolonije u Leskovačkom kulturnom centru (2015).

## Feminističko pozorište
Od 2011. godine rad Centra za devojke obuhvata i izražavanje kroz pozorišni medij – feminističko pozorište. Aktivistkinje Centra su 5. aprila 2012. u Narodnom pozorištu u Nišu organizovale i izvodile Vaginine monologe, kada je specijalna gošća bila Eve Ensler i njena prijateljica iz Hrvatske Rada Borić. Narodno pozorište je bilo prepuno, a sa aktivistkinjama Centra za devojke su Vaginine monologe čitale i profesionalne glumice Ana Sofrenović i Katarina Gojković. Vaginini monolozi su izvođeni 8 puta i oko 1000 ljudi ih je gledalo.
Godine 2012. je urađena nova predstava na ovu temu, Dobro telo, takođe delo Eve Ensler, bavi se problemima žena koji nadilaze vremenske, civilizacijske i kontinentalne barijere. Tim pitanjima bave se žene svih starosnih doba, u svim delovima sveta – reč je o univerzalnom i trajnom pitanju odnosa prema svom telu, prema sebi. Ko kreira standarde lepote, koliko vaspitanje, društvene norme i očekivanja utiču na kreiranje našeg stava prema sopstvenom telu? Igrana je na festivalima Pičvajz u Sarajevu, FemiNiš u Nišu i u maju 2013. na Festivalu ženskog prijateljstva, aktivizma, umetnosti i solidarnosti u Tutinu, a osim toga u Kovačici, Zenici, Leskovcu, Skoplju, Pljevljima.
Godine 2014, izvođena je nova predstava pod nazivom Čekaonica – priča je o odnosima između majki i ćerki, žena i muškaraca, o ulozi majke, podršci, ženskom zdravlju, o abortusu, porođaju, tretmanu trudnica u zdravstvu, stavu društva, urađena po tekstu Jasmine Tešanović.

## Feministička likovna kolonija
Centar za devojke prvu Feminističku likovnu koloniju u Sićevu realizovao je od 23. do 29. juna 2015. godine, a traje i danas (2023–). Cilj projekta Feministička kolonija je osnaživanje mladih umetnica da upoznaju feminističke teme i uključe ih u svoj rad. Feministička kolonija traje 7 dana, od kojih se prvi i poslednji dan odvijaju u Nišu, a ostali u Sićevu. Pravo za učešće na Feminističkoj koloniji imaju umetnice od 18 do 30 godina starosti sa teritorije Republike Srbije.

#### Aktivnosti 2016 – 2019[2]
- Centar za devojke je učestvovao u obeležavanju Evropske nedelje prvencije raka grlića materice, zajedno sa udruženjem Plant realizovao projekat Osnažene žene za sledeći korak, finansiran od strane Ambasade Australije u Srbiji, premijerno je izvedena predstava Ja sam emotivno biće Eve Ensler u pozorištu Studenstskog kulturnog centra i u saradnji sa mrežom IzKruga[12] – Srbija i IzKruga – Niš, Centar je pripremio forum teatar Nevidljive koje su aktivistkinje izvele tokom obeležavanja Nedelje žena sa invaliditetom (2016);
- Održana je prva Regionalna konferencija o problemu trgovine ljudima, zatim tiha aukcija slika nastalih na Feminističkoj likovnoj koloniji u Sićevu, koju je organizovala Džulija Fini, ambasadorka Australije, a Centar za devojke je podržan od strane UN Trust Fund[13](2017);
- U organizaciji Centra za devojke održan/a/o: 1) konferencija Oblici trgovine ljudima u BiH, Severnoj Makedoniji i Srbiji kojoj je prisustvovalo 73 ličnosti iz različitih gradova, institucija i organizacija; 2) peti festival ArtFemine koji je počeo otvaranjem izložbe fotografija Feminističkog pokreta u regionu, a nakon čega je premijerno izvedena predstava Nevidljive 45+, pripremana u saradnji sa Draganom Jovanović, glumicom niškog Narodnog pozorišta, Sonja Solunac održala je panel Ironije, istine, borbe i forme, na kome su govorile Bojana Stamenković (likovna umetnica i kustoskinja iz Čačka koja živi i radi u Beču), Biljana Dojčinović (profesorka književnosti na Filološkom fakultetu, Univerziteta u Beogradu) i Aleksandra TKV (umetnica koja se bavi uličnom umetnošću); 3) trening koje su vodile Tajana Nikolić i Silvija Mihajolović u Lukovskoj banji, tokom koje je 16 devojaka iz Prijepolja, Vlasotinca i Niša kroz kreativne načine povećale svoje znanje o nasilju nad devojkama i stekle veštine igranja preformansa sa elementima forum teatra; 4) kampanja Šesnaest dana aktivizma protiv nasilja nad ženama kroz radionice Prevencija nasilja nad devojkama i ženama i izvele predstavu Ja sam emotivno biće u Školi za dizajn u Leskovcu; 5) druženje i radionice sa 60 budućih psihologa i psihološkinja Filozofskog fakulteta, Univerziteta u Nišu (2018);
- U organizaciji Centra za devojke održan/a/o: 1) konferencija Efekti primene Zakona o sprečavanju nasilja u porodici[14] i izazovi u radu relevantnih institucija i organizacija; 2) Regionalna konferencija o problemu trgovine ljudima: Mogućnost efikasnije borbe protiv trgovine ljudima u Srbiji i regionu na kojoj su govorile/li: Sabina Talović (Otvoreni centar Bona fide), Mirsada Bajramović (Zemlja djece u BiH[15]), Miloš Đorđević (MUP – Niš), Milica Stanković (Apelacioni sud), Tatjana Stefanović (Više javno tužilaštvo), Zdravka Gigov (Dom Duško Radović), Aleksandra Ljubojević (Centar za zaštitu trgovine ljudima[16]), Sonja Sretić (Centar za socijalni rad), prof. dr. Milan Žarković; u okviru Nišville džez festivala aktivistkinje Centra za devojke premijerno su izvele preformans/predstavu Ćerka za koju su jednoglasnom odlukom žirija dobile nagradu za najbolje odigranu predstavu u celini; sprovedena je serija treninga za obuku vršnjačkih edukatorki u okviru projekta Antitrafiking mreže Ženske NVO u saradnji sa romskim organizacijama i institucijama; Centar za devojke se pridružio feminističkim aktivistkinjama iz Hrvatske, uličnom akcijom Pravda za devojčice, povodom odluke suda u Zadru da pusti petoricu silovatelja maloletne devojčice da se brane sa slobode; Aktivistkinje Centra za devojke su ispred Osnovnog suda u Nišu organizovale skup podrške Mariji Lukić u trenutku kada je trajalo suđenje Milovanu Jeličiću Jutki, koji je optužen za seksualno uznemiravanje (2019);

#### Aktivnosti 2020 – 2023[2]
- Global Fund for Women podržao je Centar za devojke narednih 3 godina, Međunarodni dan žena obeležen je izvođenjem predstave Ja sam emotivno biće, broj slučajeva nasilja u porodici vrtoglavo je rastao tokom pandemije Covid – 19; Međunarodni dan borbe protiv trgovine ljudima obeležile su igrajući performans uz Marčelovu pesmu Čep[17]; Centar za devojke obeležio je i Međunarodni dan borbe protiv femicida[18] i Međunarodni dan migranata i migrantkinja; Centar za devojke prisustvovao je razgovoru sa Nevenom Mitić (žena koja je preživela trgovinu ljudima); Centar za devojke pozvan je da gostuje na Festivalu umetnosti i ljudskih prava, gde su održale performans Žensko groblje, aktivistkinje Centra za devojke pružile su podršku ženama iz Poljske uličnom akcijom Pravo na legalan abortus, povodom odluke Poljskih zvaničnika[19] da u potpunosti učini abortus ilegalnim u ovoj zemlji (2020);
- Aktivistkinje Centra za devojke posadile su 10 stabala japanske trešnje i dva stabla jabuke, a još 10 stabla japanske trešnje posađeno je i u okviru kamanje Jedna milijarda ustaje, Centar za devojke snimio je film Nevena o Neveni Mitić, Izvršna koordinatorka Centra za devojke Tatjana Nikolić i glumica Narodnog pozorišta u Nišu izvele su predstavu/preformans Kiseonik (koja je izvedena 6 puta u zemlji i regionu), na Evropski dan borbe protiv trgovine ljudima uzvele su ulični aktivističko umetnički performans Prepoznaj trgovinu ljudima i prijavi je (koju je podržala Evropska unija), na Međunarodni dan ukidanja ropstva[20], zatim je održan četvrti Okrugli sto o trgovini ljudima u okviru projekta Centra za devojke Unapređenje borbe protiv trgovine ljudima u Nišu i Leskovcu koji se sprovodi u okviru projekta NVO Astra Unapređenje prostora i mogućnosti za borbu protiv trgovine ljudima, takođe podžanog od Evropske unije; Centar za devojke podržao je akciju Za naša prava održanu na platou ispred Filozofskog fakulteta, Univerziteta u Beogradu na Međunarodni dan ljudskih prava i dobio zahvalnicu za doprinos na ovom polju (2021);
- Projekat Centra za devojke Zaštiti mlade u Nišu od trgovine ljudima, podržan je od strane ambasade Amerike u Beogradu; u okviru globalne kampanje Jedna milijarda ustaje protiv nasilja nad ženama, aktivistkinje su u saradnji sa Teatro Dance Studiom izvele ples uz pesmu Break the chain na tvrđavskom mostu u Nišu; pokrenule su kampanju Posadi drvo, podržale uličnom akcijom Solidarne za (i sa) ženama u Ukrajine, podržale akciju čišćenja koje su organizovale organizacije Zeleni zid i Zeleni ključ,  Centar za devojke organizovao je dvodelnu konferenciju o seksualnom nasilju nad devojčicama, devojkama, ženama i trendovima u trgovini ljudima, na kojoj su učestovali/e predstavnice policijskih uprava, suda, Doma zdravlja Niš, Centra za socijalni rad Niš, NVO Astra[5]; pet studentkinja socijalnog rada izabralo je Centar za devojke kao mesto na kome će odraditi stručnu praksu, organizovale prvi Feminističko aktivistički kamp na Goču (2022);

## Festivali
Od 2010. do 2014. Centar za devojke je, zajedno sa organizacijom Ženski prostor,  ko-organizator festivala FemiNiš - festival ženskog aktivizma i umetnosti. Festival FemiNiš pokriva teme: položaj žena u Srbiji, istorijat feminizma, feministički aktivizam, rodna teorija i slično. U okviru FemiNiš festivala organizuju se izložbe, radionice, koncerti, projekcije filmova, tribine, predstave, promocije knjiga.
Od 2014. Centar pokreće festival ArtFemine - Festival feminističkog aktivizma i umetnosti. Festival ArtFemine se bavi feminističkim povezivanjem, osnaživanjem, delovanjem, druženjem aktivistkinja, teoretičarki, umetnica, sugrađana/ki i gošći iz zemlje i regiona. Festival ArtFemine će ove godine trajati četiri dana, od 3-6. jula 2014.
Tema prvog ArtFemine festivala je: Žene i mediji i rasvetljava ovu temu iz više uglova: kako su prikazane žene u medijima, koji su sve mediji dostupni ženama, koji su novi vidovi medijske komunikacije u feminizmu, kao i o tome kakav je položaj žena koje rade u medijima.

## Umrežene
Neke od organizacija sa kojima sarađuju u zemlji i regionu, a koje nisu do sada pomenute: NVO Atina, Žene za mir – Leskovac, SOS za žene i decu žrtve nasilja – Vlasotince, Nezavisni ženski centar – Dimitrovgrad, Ženski centar Užice, Impuls – Tutin, Fenomena – Moć promene, Oaza sigurnosti, Peščanik, Udruženje Romkinja Nada, FemPlatz, Forum žena Prijepolje, Okular, UŽ Nera, Oštra Nula, Otaharin, SOS Nikšić, Fondacija CURE, Lori.

## Publikacije
U svom dugodišnjem radu, Centar za devojke priredio je nekoliko publikacija:
1. Deset, Nikolić Tatjana, 2009[37];
2. Centar za devojke: 18 godina: podrška: feminizam, Stojanović Marija, Punta: Niš, 2016[38]
3. Centar za devojke: 20 godina, Virijević Marija, Stojanović Marija, Mihajlović Silvija, Punta: Niš, 2018[39]
4. Centar za devojke: 25 godina, Plazinić Sara, Punta: Niš, 2023[2]